# 人類滅亡報告書
《人類滅亡報告書》（韓語：인류멸망보고서），是一部2012年上映的韓國電影，以「人類滅亡」為題材的科幻電影。該片由三個部分組成，分別是金知雲導演執導的《美麗新世界》、《天造之物》與林弼成導演執導的《生日快樂》。

## 演員陣容

### 第一篇：《美麗新世界》
- 柳承範 飾 尹錫宇
- 高準熹 飾 金有敏
- 金雷夏 飾 爸爸
- 李康喜 飾 媽媽
- 黃孝恩 飾 花宥
- 鄭　宇 飾 仲東
- 金武烈 飾 智浩（客串）
- 奉俊昊 飾 李俊昊（客串）
- 尹帝文 飾 周帝文（友情出演）
- 馬東石 飾 不良青少年（友情出演）

### 第二篇：《天造之物》
- 金剛 飾 朴道元
- 宋永彰 飾 姜會長
- 金奎吏 飾 惠州菩薩
- 金瑞亨 飾 閔本部長
- 趙允熙 飾 智恩
- 朴海日 飾 機器人（聲音出演）

### 第三篇：《生日快樂》
- 宋清晨 飾 敏書的叔叔
- 陳智熙 飾 幼年敏書
- 李勝俊 飾 爸爸
- 尹世雅 飾 媽媽
- 裴斗娜 飾 成年敏書（友情出演）
- 柳承秀 飾 男播音員（友情出演）
- 李令恩 飾 女播音員（友情出演）
- 高濬熙 飾 天氣預報員（友情出演）

## 外部連結
- 互联网电影数据库（IMDb）上《人類滅亡報告書》的资料（英文）
- NAVER電影 （页面存档备份，存于）